# Église Saint-Martin de Leubringhen
L'église Saint-Martin est située à Leubringhen, dans le département français du Pas-de-Calais.

## Histoire
L’église a subi les bombardements alliés en 1943. Elle a été reconstruite en 1952.